# Peter Reichard (Drehbuchautor)
Peter Reichard ist ein deutscher Journalist, Drehbuchautor und ehemaliger Polizist aus Hamburg.

## Leben
Nach dem Abitur ging Reichard zur Polizei Hamburg. Er war u. a. an der Davidwache in Hamburg-St. Pauli eingesetzt und wechselte später zur Kriminalpolizei St. Pauli. Er wurde Leiter einer Spezialgruppe des Landeskriminalamtes Hamburg und hatte in dieser Funktion mit den bekannt gewordenen Kriminalfällen von „Mucki“ Pinzner und Fritz Honka zu tun.
Unter Bürgermeister Henning Voscherau und Innensenator Alfons Pawelczyk übernahm Reichard interne Ermittlungen gegen bestechliche Beamte und Verstrickungen von Politikern, Polizeibeamten und der organisierten Kriminalität ab 1980. Er arbeitete in einer Sonderkommission unter der Leitung der Justizsenatorin Eva Leithäuser als Berater. Die Kommission untersuchte an die tausend Einzelvorwürfe gegen Polizeibeamte in Hamburg.  Als Resultat wurde das 25-köpfige Einbruchsdezernat der Hamburger Kriminalpolizei komplett aufgelöst und personell neu besetzt. Zudem musste 1983 Hamburgs Polizeipräsident zurücktreten.
Peter Reichard wechselte in den Journalismus und schrieb 1984 eine Geschichte über den indischen Guru Bhagwan. Er recherchierte dazu als Anhänger getarnt in dessen Kommune Rajneeshpuram in Oregon (USA). Ab 1985 lebte er bis 1994 an der Côte d’Azur. Er ließ sich als Journalist akkreditieren und berichtete aus Monaco über die „World Music Awards“, Formel-1-Rennen in Monte Carlo und die High Society in Monaco, sowie über die Internationalen Filmfestspiele von Cannes.
In der Folgezeit schrieb er Reportagen für den Stern, die Brigitte, Geo, den Playboy und andere deutsche Magazine zu Themen mit Bezug zur Kriminalität. Für die Krimiserie „Peter Strohm“ (ARD) schrieb er sein erstes Drehbuch mit dem Titel „Freunde zahlen nie“. Seither hat Reichard weitere Drehbücher geschrieben. Daneben drehte er verschiedene Fernsehreportagen und Dokumentationen.

## Kontroverse um sein Buch
2015 schrieb Reichard über den Entführungsfall Natascha Kampusch ein Buch, das er Mitte 2016 unter dem Titel „Der Entführungsfall Natascha Kampusch – Die ganze beschämende Wahrheit“ veröffentlichte. In dem Buch werden unter anderem Videos beschrieben, die der Entführer Wolfgang Přiklopil von Kampusch und sich gemacht hatte. Natascha Kampusch betrachtete die Schilderung der Aufnahmen als eine Verletzung ihres Persönlichkeitsrechts. Sie beantragte eine einstweilige Verfügung gegen die Veröffentlichung. Das Landgericht Köln wies jedoch Anfang Juni 2016 den Antrag zurück und verwies darauf, dass Kampusch in ihrem eigenen Buch ganz ähnliche Szenen beschrieben habe.

## Werke

### Drehbücher (Fiktion)
- "Tatort" (ARD)
- „Großstadtrevier“  (ARD), vier Folgen

### Bücher
- „Der Entführungsfall Natascha Kampusch – Die ganze beschämende Wahrheit“ 2016. Riva (21. März 2016) ISBN 978-3-86883-298-3